# Sebiș (okręg Bistrița-Năsăud)
Sebiș – wieś w Rumunii, w okręgu Bistrița-Năsăud, w gminie Șieuț. W 2011 roku liczyła 906 mieszkańców.